# جبل حبيش
جبل حبيش - السعودية، يقع جبل حبيش في أقصى الجزء الجنوبي من منطقة تبوك في المملكة العربية السعودية؛ كسب شهرته باعتباره رمز مكاني وتاريخي لأهالي منطقة الشبحة، فهو من أكثر الجبال ارتفاعاً وأكبرها مساحة وتنوعاً للمظاهر الجغرافية، إذ يتميز بالنتوءات الحادة على أطرافه وكثرة الأودية فيه، كما توجد مسطحات مستوية أقيمت عليها حضارة إنسانية رغم صعوبة صعوده. ويعتبر جبل حبيش من المواقع السياحية الأكثر أهمية في شرق أملج، وذلك لما يحتويه من مبانٍ أثرية قديمة، ونقوش تاريخية، ومناظر طبيعية خلابة وهو نسبة  لقبيلة حبيش من جهينة .
جبل حبيش

## التسمية
يُنسب جبل حبيش إلى قبيلة حبيش من جهينة، حيث سكنت الجبل آبان عهد الصراعات القبلية والتناحر في شبه الجزيرة العربية، ونظراً لوعورة صعود الجبل وانحداراته الشديدة فقد اتخذه أفراد القبيلة كحصن منيع عن هجمات الأعداء، وأصبح يطلق عليه منذ ذلك الوقت جبل حبيش

## الموقع والإحداثيات
يقع جبل حبيش في غرب المملكة العربية السعودية؛ ويتبع إدارياً لمنطقة تبوك وتحديداً في شرق محافظة أملج، حسب إحداثيات :
( E 37ْ 46’29.28 إلى E 37ْ 59’60 ) و ( N 24ْ 51’20.88 إلى N 24ْ 45’80.92 )

## القياسات والأبعاد
- تبلغ أطوال أضلاع جبل حبيش على النحو التالي:
- من الشمال= 18 كيلو متر
- من الجنوب= 11 كيلو متر
- من الشرق= 14 كيلو متر
- من الغرب= 6 كيلو متر

- تبلغ أعلى قمة للجبل في حدود 1883 متر فوق سطح البحر
- تبلغ مساحته التقريبية نحو 140 كم2

## الجيولوجيا
ورد في إصدار وزارة الزراعة ( 1986 ) الخريطة العامة للتربة في المملكة العربية السعودية أن منطقة الشبحة عموماً وجبل حبيش خصوصاً تتكون من مساحات من البروزات الصخرية الحادة الانحدار فوق جبال وعرة، ويوجد في معظم أجزائها مجاري وديان كبيرة متقطعة تبدأ بداخلها وتمتد خارجها، وتوجد البروزات الصخرية بالمنحدرات الخلفية والحواف الصخرية للجبال والتلال، ويتراوح انحدارها من 15% إلى 80%. وتوجد تربة التوري أورثنتس وهي تربة ضحلة جداً إلى ضحلة، طميية حصوية، غير ملحية إلى خفيفة الملوحة، نفاذيتها سريعة نسبياً، وقدرة حفظها للماء منخفضة. ونحو 5% من أراضيها صالحة للزراعة المروية ذات المساحات الصغيرة.1

## الحياة الحيوانية والنباتية

### الحياة الحيوانية
```
يشتهر جبل حبيش بوجود النمر العربي وشوهد أكثر من مرة قرب أحد الصخور وأطلق عليها ( صخرة النمر )، كما تنتشر الذئاب في أماكن متفرقة من الجبل، وكان قديماً ترعى فيه الأغنام والإبل.
```

### الحياة النباتية
```
من النباتات الطبيعية التي تظهر في الجبل دون تدخل الإنسان: التين والنخيل وشجرة البن وغيرها
```

## النشاط الاقتصادي
يعمل معظم من سكن جبل حبيش بالزراعة وخاصة النخيل والقمح في الأراضي المستوية، ومن الأنشطة الأخرى إقامة المناحل لإنتاج العسل، كما مارس البعض منهم الرعي في الأماكن المنبسطة.

## توثيق كبار السن عن الجبل
https://m.youtube.com/watch?v=5Nt8tepHumE